# Estação El Parrón
A Estação El Parrón é uma das estações do Metrô de Santiago, situada em Santiago, entre a Estação Lo Ovalle e a Estação La Cisterna. Faz parte da Linha 2.
Foi inaugurada em 22 de dezembro de 2004. Localiza-se no cruzamento da Gran Avenida com a Avenida El Parrón. Atende a comuna de La Cisterna.